# Gabriele Münter
Gabriele Münter (n. 19 februarie 1877, Berlin, Imperiul German – d. 19 mai 1962, Murnau am Staffelsee, RFG) a fost o pictoriță germană din cadrul expresionismului german și reprezentantă de frunte a curentului avant-garde de la începutul secolului al XX-lea.

## Biografie
A urmat Școala Phalanx din München unde îl cunoaște pe directorul acesteia, Vasili Kandinski, cu care ulterior s-a căsătorit.

## Der Blaue Reiter
În 1911 împreună cu Vasili Kandinski, Franz Marc și alții a înființat grupul „Der Blaue Reiter”.
În timpul celui de-al Treilea Reich, până la sfârșitul celui de-al Doilea Război Mondial a ascuns de naziști lucrările lui Kandinski și ale celorlalți membri ai grupării.